# بنیامین (فیلم پویانمایی)
بنیامین انیمیشنی به کارگردانی و نویسندگی محسن عنایتی و تهیه‌کنندگی مصطفی حسن آبادی محصول سال ۱۳۹۷ است. مراحل ابتدایی ساخت این انیمیشن توسط هنرمندان کاشان و آران و بیدگل و در شهر کاشان انجام شده است.
این فیلم در جشنواره سی و هفتم فیلم فجر نامزد بهترین انیمیشن برای دریافت سیمرغ بود.

## خلاصه داستان
خرابکاری‌ آشر، دوست بامزه اما دست و پا چلفتی بنیامین باعث اسارت مادر بنیامین توسط سربازان پادشاه می‌شود. بنیامین تصمیم می‌گیرد برای نجات مادرش به سفری پرخطر برود و این سرآغازی است برای ماجراهای پرفراز و نشیب بنیامین و آشر.

## صداپیشگان
سرپرست گویندگان : امیرهوشنگ زند
- چنگیز جلیلوند
- ناصر طهماسب
- اکبر منانی
- سعید مظفری
- مریم شیرزاد
- تینا هاشمی
- آرزو آفری
- مهبد قناعت‌پیشه
- کوروش زارع‌پناه
- مهرداد معمارزاده
- حسین کمال آبادی

## اکران خصوصی
انیمیشن سینمایی بنیامین از سوی موسسه ندای موعود مجری طرح این اثر، در اسفند ماه سال ۱۳۹۷ در مرکز همایشهای بین المللی رایزن با همکاری مسئولین دبیرستان صالح و دبیرستان احسان و با حضور چهره ها و شخصیت های فرهنگی و هنری ایران به صورت ویژه اکران شد.

## بخش انیمیشن
پویانما: حسین کمال آبادی 